# 中嶋野乃
中嶋 野乃（なかじま のの、1993年2月9日 - ）は、日本の女優、モデル、タレント、プロ雀士。
大阪府出身。

## 来歴
2022年に日本プロ麻雀連盟の試験に合格し、2023年にプロデビューする。

## 出演

### 映画
2022年
- 大橋孝史・望月元気監督「ホラーちゃんねる 都市伝説」恵 役
- 松本卓也監督「ラフラフダイ」 カンナ 役

2021年
- 大橋孝史監督「ホラーちゃんねる 樹海」 千歌 役

### ドラマ
2022年
- ザ！世界仰天ニュース『…大阪の警察署脱走日本一周を装い自転車で48日間逃げた凶悪犯の真実』 襲われる女性

2021年
- webドラマ 松本卓也監督「ゴードン探偵事務所」第五話 ハナ 役

2020年
- NHK逆転人生「消せるボールペン 逆天大ヒット！」受付EX
- NHK逆転人生「全国から注目 離島の高校 廃校危機から変革が起きた」先生EX

2019年
- 新しい王様 会社員EX
- テレビ朝日系スペシャルドラマ「おかしな刑事」19・20話 団子屋店員

### CM
- 「コストコ　フィニッシュ」

### 舞台
- てあとるらぽう10周年記念公演『ウィンザーの陽気な女房たち』 ロビン 役
- 百年先俳優会「から騒ぎ」 夜番 役
- 百年先俳優会「間違いの喜劇」 時計 役
- 自主企画舞台 響企画「愛あれば花も咲く」脚本、演出、出演 リン 役
- エッグスタープロデュース公演「火の風にのって」 磯崎昌子 役

### その他
- ミス東スポ2021 ファイナリスト
- 2015～2017年「東京タワーアテンダントユニットGHU」ラジオパーソナリティー・広告モデル・和太鼓演奏など
- キャラクターショー MC